# Sinfonía Juvenil (Rajmáninov)

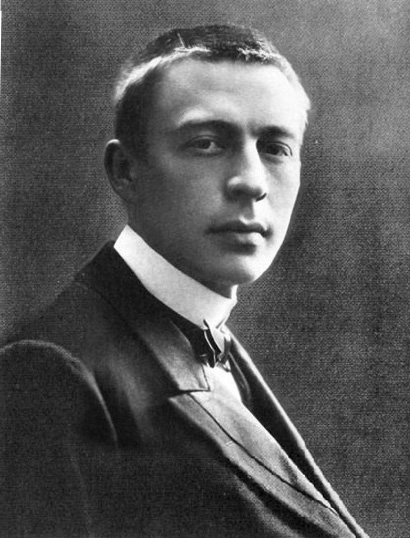
Serguéi Rajmáninov, a sus 19 años.

La Sinfonía juvenil en re menor es el primer movimiento de una sinfonía escrita por Serguéi Rajmáninov, cuya partitura está fechada el 28 de septiembre de 1891. Es el único movimiento de la obra que ha llegado a nuestros días.
La partitura fue publicada póstumamente por Muzgiz en 1947.